# Brignac (Morbihan)
Brignac (bret. Brennieg) to miejscowość i gmina we Francji, w regionie Bretania, w departamencie Morbihan.
Według danych na rok 1990 gminę zamieszkiwało 240 osób, a gęstość zaludnienia wynosiła 18 osób/km² (wśród 1269 gmin Bretanii Brignac plasuje się na 975. miejscu pod względem liczby ludności, natomiast pod względem powierzchni na miejscu 723.).